# 서비스 프로그래밍 코드
서비스 프로그래밍 코드(Service Programming Code, SPC)는 휴대전화의 설정을 일반 사용자가 임의로 변경할 수 없게 만든 일종의 잠금 장치이다. Subsidy Provider Code나 Service Provider Lock와는 다르다. 10진수 로된 6자리로 구성되어 있다.

## 용도
SPC의 목적은 서비스 제공자, 즉 이동통신 사업자가 지원하는 휴대전화(CDMA 단말기)의 근본적인 설정이나 내부 구조의 변화를 일반 사용자가 임의로 변경할 수 없게 하기 위해 이동통신 업체나 단말기 제조업체가 설정해 놓은 것이다. 수년 전까지 SPC는 000000으로 대부분의 단말기가 통일되어 있었지만 최근 출시되는 단말기들은 각각 제품과 지원하는 이동통신사에 따라 SPC가 다르다.
일반 사용자가 최신 단말기의 SPC를 알아내는 것은 거의 불가능하다. SPC를 알지 못하면 QPST로 단말기의 프로그래밍, EFS 접근 등의 작업이 불가능하다.
각 단말기 제조업체의 대리점(수리 센터)의 직원은 단말기별 SPC를 알고 있는 것으로 추측되고 있다. SPC를 통일하지 않고 기종별로 다르게 생산하는 업체는 대표적으로 삼성전자, 모토로라가 있다.

## 같이 보기
- 퀄컴
- CDMA
- 모바일 스테이션 모뎀(Mobile Station Modem;MSM)
- 임베디드 파일 시스템(Embedded File System;EFS)